# Agrostis rigidifolia
Agrostis rigidifolia é uma espécie de gramínea do gênero Agrostis, pertencente à família Poaceae.